# Dialytellus humeralis
Dialytellus humeralis is een keversoort uit de familie bladsprietkevers (Scarabaeidae). De wetenschappelijke naam van de soort is voor het eerst geldig gepubliceerd in 1868 door Leconte.